# Sergio Frusoni
Sergio Frusoni (* 10. August 1901 in Mindelo, São Vicente; † 29. Mai 1975 in Lissabon) war ein kap-verdischer Dichter.

## Leben
Frusoni wurde 1901 auf der Insel São Vicente geboren. Seine auf die Insel immigrierten Eltern, Giuseppe Frusoni und Erminia Bonucci, waren Italiener.
Im Alter von 24 Jahren trat er bei der „Western Telegraph Company“ ins Arbeitsleben und wechselte später zu „Italcable“ über. 1947 leitete er kurzzeitig das Bistro „O Café Sport“. In diesem Bistro präsentierte er zur Begeisterung seiner Zuhörer seine selbstgeschriebenen Gedichte, Anekdoten zum mindelensischen Leben und einige Kurzgeschichten im Kreol von São Vicente. Als „Italcable“ seine Tätigkeiten wieder aufnahm, arbeitete er dort bis zu seiner Pension. In den 1960er Jahren leitete er die Theatergruppe Theatro do Castilho. Von 1957 bis 1960 war er Chronist im Radio Barlavento, wo er gemeinsam mit Djunga Fotógrafo das Programm Mosaico Mindelense in Kreol präsentierte. Außerhalb der Kap-verdischen Inseln ist er nicht sehr bekannt.
Am 7. Juni 2005 wurde Sergio Frusoni vom kap-verdischen Präsidenten Pedro Pires als einer der bedeutendsten kreolischen Dichter geehrt.

## Werke
Chroniken in Kreol (Criol)
- Mosaico Mindelense

Kurzgeschichten in Kreol
- Contrabónde in Miscelânea luso-africana, Na Tribunal, Dum Bóca pa ôte, Mute convérsa pa nada

Poeme in Kreol
- Um vêz Sanvcênt era sábe. Morna in Miscelânea luso-africana
- Pracinha, Marí Matchim, Era um vêz um coquêr,Presentaçôm, Pa diante ê qu’ê camin,Flôr de Béla Sómbra, Fonte de nha Sôdade, Lembróme, Mnine d' Sanvicente, Programa para meninos, Diante de mar de Sanvicente, Sanvcênte já cabá na nada, Sê Brinque, Carta d’Angola

Poeme in Englisch
- Sonnet

Poeme in Portugiesisch
- In Mortis, À Sogra, Na Hora X, A Marmita

Theater
- Cuscujada

Weitere Publikationen
- Fonte de nha Sodade und Tempe Felix. (Kreol) in der Literaturzeitschrift Claridade-Revista de Arte e Letras, Nr. 9/1966
- Vangêle Contód d'nôs Móda. Übersetzung von Bartolomeo Rossetti's Version des Neuen Testamentes ins kapverdische Kreol.
- Textos Crioulos Cabo-Verdianos. publiziert in Miscelânea luso-africana, herausgegeben von Marius F. Valkhoff, 1975
- A Poética de Sérgio Frusoni: Uma Leitura Antropológica. (Sammlung von Poemen und Kurzgeschichten im Kreol von São Vicente mit portugiesischer Übersetzung, erstellt von Mesquitela Lima, 1992)